# Fraser (Iowa)
Fraser is een plaats (city) in de Amerikaanse staat Iowa, en valt bestuurlijk gezien onder Boone County.

## Demografie
Bij de volkstelling in 2000 werd het aantal inwoners vastgesteld op 137. In 2006 is het aantal inwoners door het United States Census Bureau geschat op 120, een daling van 17 (-12,4%).

## Geografie
Volgens het United States Census Bureau beslaat de plaats een oppervlakte van 2,3 km², waarvan 2,2 km² land en 0,1 km² water. Fraser ligt op ongeveer 292 m boven zeeniveau.

## Plaatsen in de nabije omgeving
De onderstaande figuur toont nabijgelegen plaatsen in een straal van 20 km rond Fraser.